# Spiruridae
Spiruridae é uma família de nemátodos da ordem Spirurida. Foi reportada uma espécie não identificada dessa família em Oryzomys palustris, na Flórida e também em chamas-maré, e talvez é uma parasita de aves, não alcançando a maturidade nesses outros hospedeiros.